# Тарасово (Кочёвский район)
Тарасово — деревня в Кочёвском районе Пермского края. Входит в состав Кочёвского сельского поселения. Располагается западнее районного центра, села Кочёво. Расстояние до районного центра составляет 4 км. По данным Всероссийской переписи населения 2010 года, в деревне проживало 94 человека (45 мужчин и 49 женщин).

## История
По данным на 1 июля 1963 года, в деревне проживало 98 человек. Населённый пункт входил в состав Кочёвского сельсовета.